# Cuculus saturatus
El cuco oriental, cuclillo oriental o cuco del Himalaya (Cuculus saturatus) es una especie de ave cuculiforme de la familia Cuculidae que vive en Asia. Es un ave migratoria que cría en el este de Asia, desde el Himalaya hasta China y Taiwán, y migra a la península malaya y las islas de la Sonda para pasar el invierno.
En el pasado se consideraba que el cuco de Horsfield (Cuculus optatus) y el cuco de las Sonda (Cuculus lepidus) formaban parte de esta especie.